# 陳永哲
陳永哲（1983年3月13日—），是台灣的棒球選手之一，曾效力於中華職棒中信鯨隊，守備位置為內野手，2009年因涉及假球事件而遭到檢方約談，事後坦承放水打假球，因而被中華職棒列為「終身禁賽名單」，但最後被裁定無保飭回。

## 經歷
- 台中市力行國小少棒隊
- 台中市大德國中青少棒隊
- 台南縣善化高中青棒隊
- 台灣體院棒球隊（富邦公牛）
- 誠泰Cobras隊代訓球員
- 中華職棒中信鯨隊（2006年～2008年）
- 桃園航空城棒球隊（2009年～2010年）

## 職棒生涯成績
| 年度 | 球隊   | 出賽 | 打數 | 安打 | 全壘打 | 打點 | 盜壘 | 三振 | 四壞 | 壘打數 | 打擊率 | 上壘率 | 長打率 | OPS   |
| ---- | ------ | ---- | ---- | ---- | ------ | ---- | ---- | ---- | ---- | ------ | ------ | ------ | ------ | ----- |
| 2006 | 中信鯨 | 44   | 108  | 25   | 1      | 11   | 1    | 28   | 4    | 34     | 0.231  | 0.265  | 0.315  | 0.580 |
| 2007 | 中信鯨 | 58   | 94   | 21   | 1      | 6    | 1    | 17   | 8    | 27     | 0.223  | 0.305  | 0.287  | 0.592 |
| 2008 | 中信鯨 | 23   | 48   | 8    | 0      | 3    | 1    | 14   | 2    | 8      | 0.167  | 0.216  | 0.167  | 0.383 |
| 合計 | 3年    | 125  | 250  | 54   | 2      | 20   | 3    | 59   | 14   | 69     | 0.216  | 0.271  | 0.276  | 0.547 |

## 特殊事蹟
- 2006年3月24日，中職初登場，在新莊棒球場對戰兄弟象隊，代打1打數無安打。
- 2006年3月25日，中職初先發，在天母棒球場對戰兄弟象隊，擔任第9棒二壘手，3打數1安打。
- 2006年4月29日，中職初打點，在斗六棒球場對戰兄弟象隊的雙重賽晚場比賽中替補出場，1打數1安打1打點。
- 2006年9月30日，於天母棒球場對戰誠泰COBRAS隊，七局下從羅伯特擊出左外野方向陽春全壘打，個人職棒生涯首轟，賽後獲選職棒生涯首次單場MVP。

## 外部連結
- 陳永哲在台灣棒球維基館上的頁面（繁體中文）
- 球員資訊和成績在中華職棒官網（中文）